# BSG Chemie Radebeul
Die BSG Chemie Radebeul war eine Betriebssportgemeinschaft aus Radebeul im Bezirk Dresden. Sie war bekannt für ihre Frauen-Handballabteilung, welche in der höchsten Liga im DDR-Handball gespielt hat, und durch ihre Fußballabteilung, die sich einmal für den FDGB-Pokal qualifizierte.

## Geschichte
Die BSG Chemie Radebeul steht in der Tradition vom Radebeuler BC, welcher im Jahr 1908 gegründet wurde. Um den Spielbetrieb der Fußballer aufrechtzuerhalten, ging der Verein während des Ersten Weltkriegs eine Kriegssportgemeinschaft mit Brandenburg 01 Dresden ein, welche nach dem Krieg wieder aufgelöst wurde. Nach dem Zweiten Weltkrieg wurde der Verein durch einen Beschluss des Alliierten Kontrollrats wie alle anderen Sportvereine im besetzten Deutschen Reich aufgelöst.
Die Mitglieder des RCV gründeten daraufhin die SG Radebeul-Ost, welche sich 1947 in ALCID Radebeul umbenannte. Die BSG Chemie Radebeul wurde 1948 gegründet, als Trägerbetrieb fungierte die VEB Chemische Fabrik v. Heyden.

## Sektion

### Handball
Die Frauen-Handballabteilung stieg zur Saison 1956/57 in die DDR-Liga auf, die damals höchste Liga im DDR-Handball. In der ersten Saison belegte sie den vierten Platz und damit einen Mittelfeldplatz. In der darauffolgenden Spielzeit wurde die Liga in zwei Staffeln aufgeteilt. In der Staffel 1 belegten die Handballerinnen aus Radebeul nur den sechsten und damit letzten Platz und mussten absteigen.

### Fußball

#### Geschichte
Die Fußballabteilung der SG Radebeul-Ost agierte anfangs in der sächsischen Landesliga (SBZ) und belegte hinter der klar dominierenden SG Dresden-Friedrichstadt durchweg gesicherte Mittelfeldplätze. Im Jahr 1948/49 konnte man sich nicht für die veränderte sächsische Landesliga qualifizieren.
Die Fußballabteilung, welche nun für die BSG Chemie Radebeul auflief, war Gründungsmitglied der 1952 gegründeten drittklassigen Bezirksliga Dresden. Die höchste Spielklasse des Bezirkes Dresden hielt Radebeul aber vorerst nur eine Spielzeit. Die Mannschaft qualifizierte sich für den FDGB-Pokal in der Saison 1954/55. In der ersten Runde traf die Mannschaft aus Radebeul auf die BSG Traktor Teuchern und schied durch eine 1:4-Niederlage aus dem Wettbewerb aus. In der Folgezeit gelang erst 1983 die kurzzeitige Rückkehr in die Dresdner Bezirksliga, welche die Chemie bereits 1987 wieder verlassen musste.

#### Statistik
- Teilnahme LL Sachsen (SBZ): 1946/47, 1947/48
- Teilnahme FDGB-Pokal: 1954/55
- Teilnahme Bezirksliga Dresden: 1952/53, 1983/84 bis 1986/87

#### Personen
- Kurt Birkner
- Ralf Bulang
- Hans-Jürgen Dörner
- Benjamin Girke
- Karsten Petersohn
- Horst Rau
- Jan Seifert

## Nachfolge

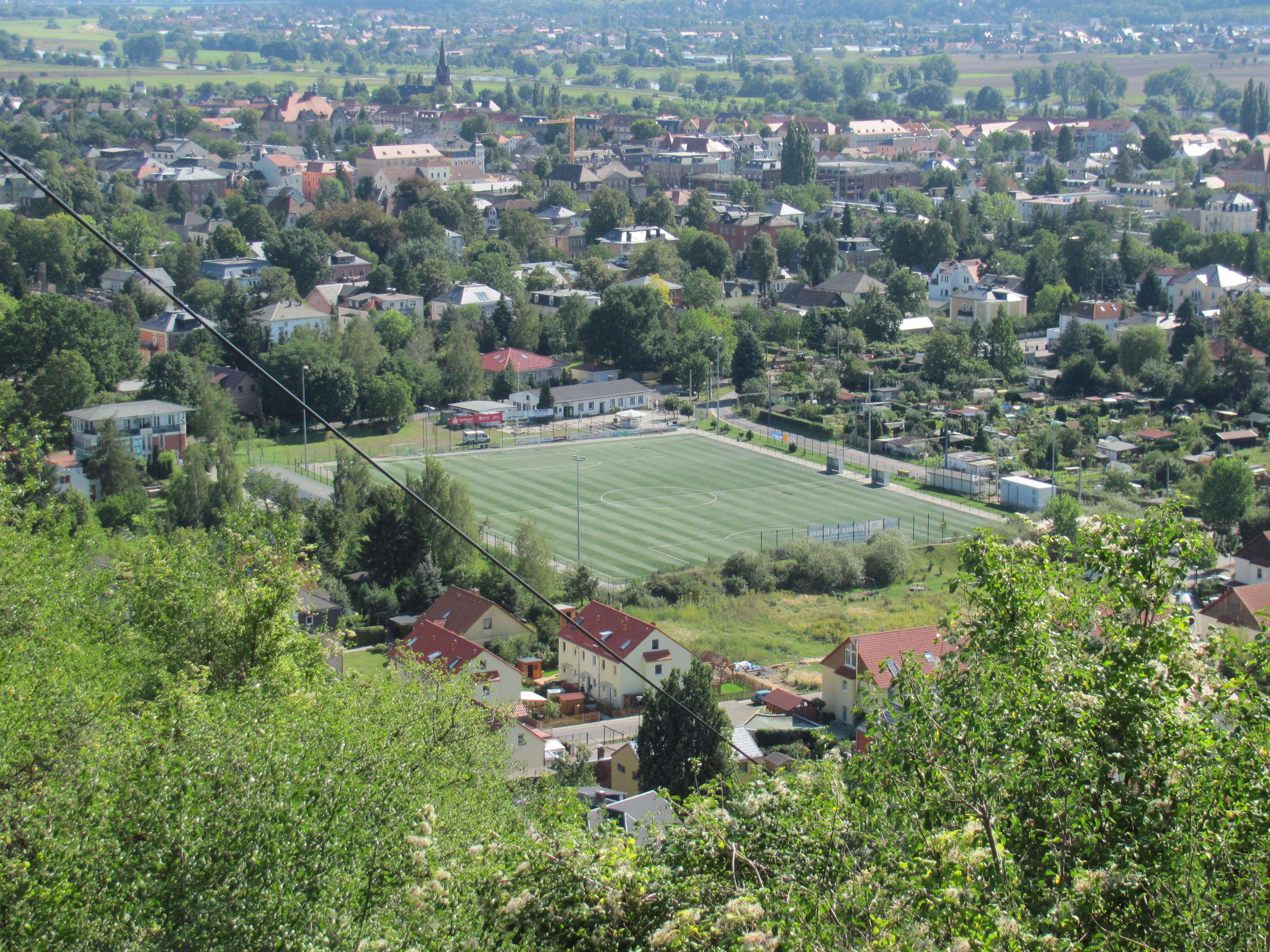
Weinbergstadion

In Folge der friedliche Revolution und der Wiedervereinigung löste sich die BSG Chemie Radebeul auf und die Mitglieder gründeten den BSV Chemie Radebeul als Nachfolgeverein. Der BSV Chemie Radebeul verfügt zurzeit über die folgenden Abteilungen.
- Aikido
- Basketball
- Geräteturnen
- Gymnastik
- Kegeln
- Laufgruppe
- Rückengymnastik
- Schach
- Seniorensport
- Tennis
- Winterschwimmen

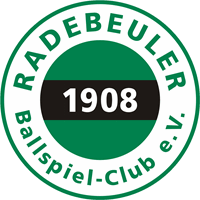
Logo des Radebeuler BC 08

Über eine Fußballabteilung verfügte der Verein bis 2008. In diesem Jahr spaltete sich die Abteilung vom Verein ab und gründete gemeinsam mit der Fußballabteilung vom SSV Planeta Radebeul den Radebeuler BC 08, welcher an die Fußballtradition des historischen Vereins anknüpfen soll. Heute (Stand 2018) spielt der Verein in der Landesliga Sachsen, nachdem der Verein in der Spielzeit 2016/17 die Landesklasse Ost gewonnen hatte.